# The Breadwinner (película)
The Breadwinner es una próxima película de comedia estadounidense de 2026 dirigida por Eric Appel con guion de Nate Bargatze y Dan Lagana . La película está protagonizada por Bargatze, además de Mandy Moore, Will Forte, Colin Jost y Kumail Nanjiani.
La película está programada para estrenarse en Estados Unidos el 13 de marzo de 2026.

## Premisa
Después de que su esposa termina consiguiendo un trato en Shark Tank, Nate Bargatze tiene que convertirse en un padre que se queda en casa.

## Reparto
- Nate Bargatze como él mismo
- Mandy Moore como Katie, la esposa de Nate
- Will Forte
- Colin Jost
- Kumail Nanjiani
- Zach Cherry
- Kate Berlant
- Martín Herlihy
- Stella Grace Fitzgerald
- Birdie Borgia
- Charlotte Ann Tucker

## Producción
En noviembre de 2024, TriStar Pictures adquirió los derechos de The Breadwinner, de Nate Bargatze, una adquisición preventiva mientras el guion aún se estaba escribiendo.  En febrero de 2025, se anunció que Eric Appel dirigiría la película.  En mayo de 2025, Mandy Moore, Will Forte, Colin Jost, Kumail Nanjiani, Zach Cherry, Kate Berlant y Martin Herlihy fueron elegidos para la película.   El rodaje principal comenzó el 22 de mayo de 2025 en Atlanta . 

## Estreno
Está previsto que The Breadwinner se estrene en Estados Unidos el 13 de marzo de 2026. 